# St. George’s
St. George’s Grenada fővárosa. 1999-ben 7500 lakosa volt (az agglomerációval együtt 33 000 fő). A várost egy domboldal veszi körül. A fő exportcikk a kakaóbab és a szerecsendió.
2004-ben a városban súlyos károkat okozott az Ivan hurrikán.
A városban több strand, egy római katolikus katedrális, a parlament épülete, piacok találhatóak.

## Fekvése
A Karib-tengerben fekvő Kis-Antillák Szél felőli szigetek csoportjához (Windward islands) tartozó Grenada fővárosa, mely egy 840 méterig magasodó és 30 km hosszan elnyúló 15 km széles vulkanikus eredetű sziget délnyugati részén fekszik.
A város a rekesztőzátonyokkal védett patkó alakú Carenage öblöt kísérő partvidéken 3-oldalról körülvevő, helyenként 100 méterre magasodó vulkáni krátermaradványokon terül el.

## Éghajlata
Trópusi szavanna klímáját a tenger előnyösen befolyásolja. Évi középhőmérséklete azonban így is magas,  (25 Celsius-fok). Az évi közepes hőingadozás azonban alacsony (3 Celsius-fok).
Az 1550 mm  csapadék a májustól novemberig tartó esős évszakban hull le. Ez az évi csapadék több mint négyötöde.

## Lakossága
Lakossága felét négerek, kétötödét mulattok alkotják, de rajtuk kívül élnek itt indiaiak és európai származású fehérek is.

## Története
Kolumbusz 1498 őszén fedezte fel Grenadát, harmadik útja alkalmával. 1650-ben francia fennhatóság alá került. A franciák felismerték a Carenage öböl kedvező adottságait  és kereskedelmi telepeket létesítettek a partvidéken, lerakva ezzel a mai főváros alapjait.
A gyarmatosítók a karib őslakosokat kiirtották, majd az ültetvényeik művelése céljából afrikaiakat telepítettek le itt.
1762-ben angolok foglalták el. A sziget később kétszer is gazdát cserélt, mígnem 1796-ban brit koronagyarmattá nyilvánították.
St. George's csak az 1800-as évek vége felé tett szert nagyobb jelentőségre: 1885 és 1958 között innen igazgatták a Brit Nyugat-Indiához tartozó Szélfelőli-szigetek gyarmatot.
1974. február 7. óta a független Grenada fővárosa.

## Ipara, kereskedelme

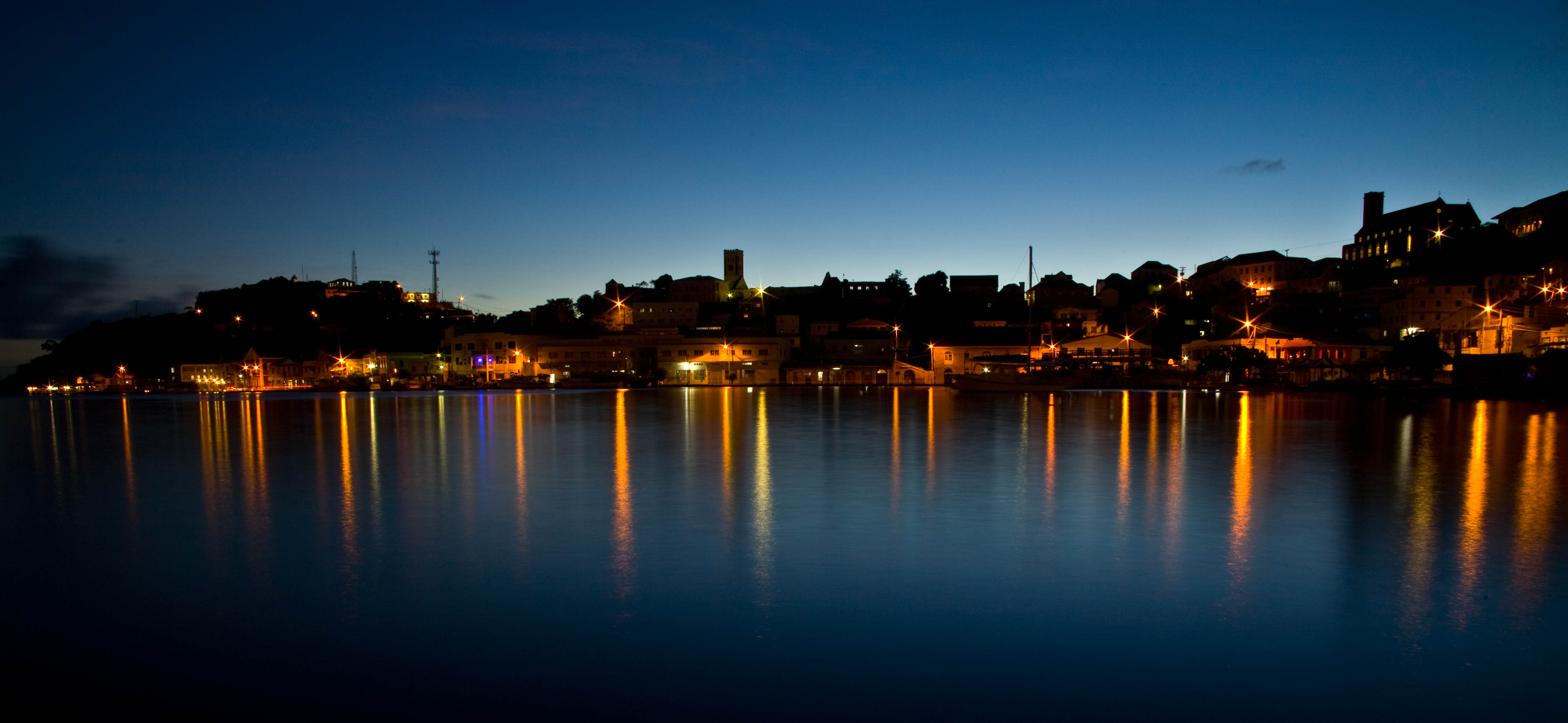
St. George’s éjszaka

St. George's az ország egyetlen jelentős iparvárosa, legnagyobb kereskedelmi, kulturális és közlekedési központja.
Ipara nagyrészt a trópusi mezőgazdaság termékeit (cukor, növényolajipar, rumfőzés, kakaóőrlés) és a halászat zsákmányát dolgozza fel.
Kikötőjébe, melyet a Carenageba ásott 9-10 átlagos mélységű móló mentén húzódó csatornán át tudnak bejutni a nagyobb tengerjáró hajók, melyek gépeket, közszükségleti cikkeket hoznak, visszafelé pedig kakaót, rumot, banánt és szerecsendiót szállítanak. A szerecsendió fűszernövény világtermelés egyharmada is Granadára jut.

## Városrészei, nevezetességei

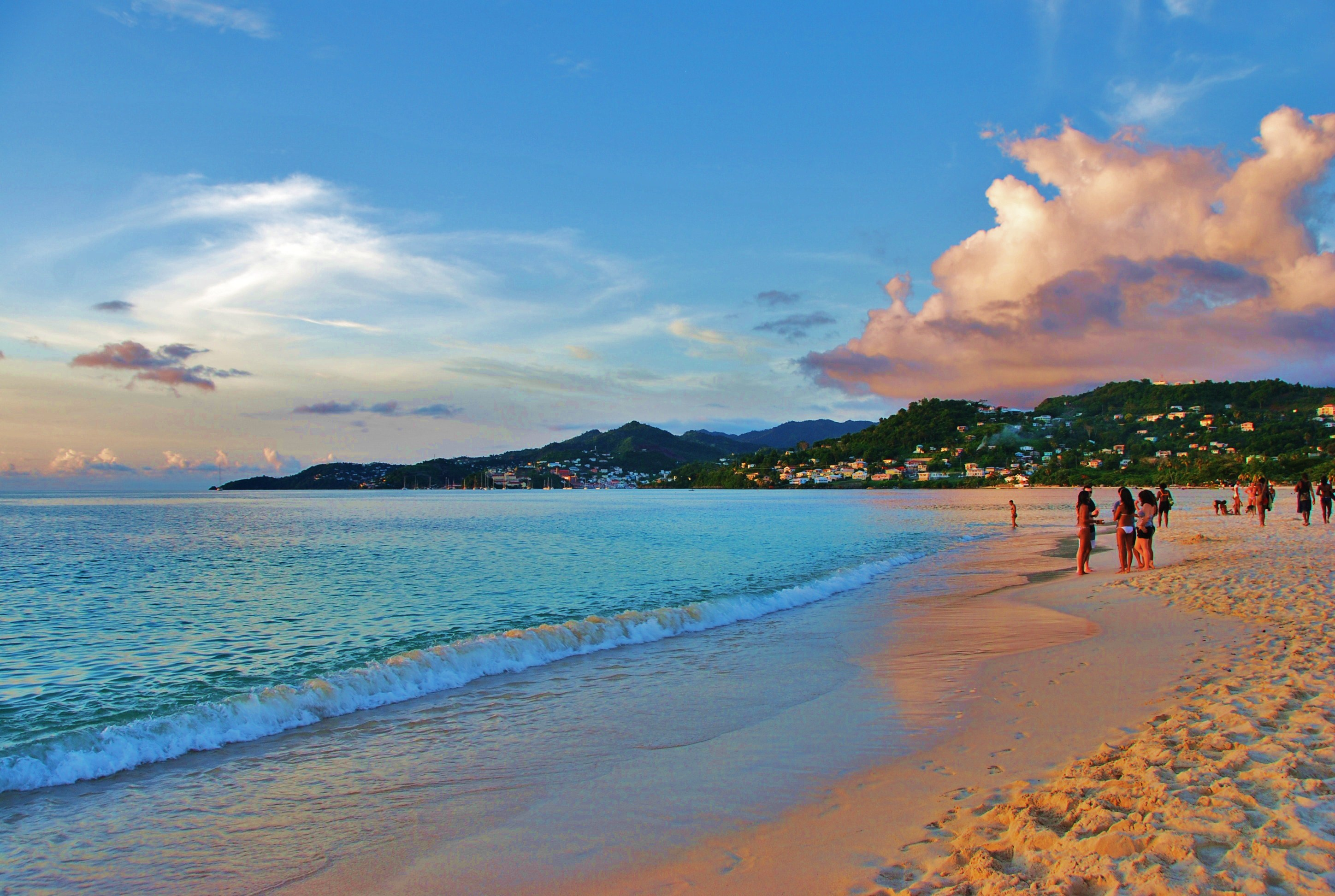
Tengerpart

St. George's két egymástól elütő városrészre oszlik; a Carenage partján és a környező domboldalakon fekvő régebbi, valamint a patkó alakú dombon túli síkabb terepen fekvő új városrészre.
A kikötő környékén van a régi város központja, melynek házai a korai koloniális időket idézik, francia georgiánus kort idéző kereskedőházaikkal, de a régmúlt tanúi a Fort George és a Church Street anglikán, katolikus és presbiteriánus templomai is.
Erődjének építését még a franciák kezdték el, de az angolok fejezték be. A Carenage bejárata feletti dombtetőről látható a Richmond Hills-i erődítményrendszer is, amely a 18. század végén a brit gyarmatbirodalom egyik legnagyobb erőssége volt.
Az új kertvárosi városrész lakónegyedeit színpompás virágú cserjék, pálmák és örökzöld trópusi fák övezik. E lakónegyedek többsége az öblöt körülvevő domboldalon, kisebb része pedig az új városrészben helyezkedik el. Az új városrész központja a négyszög alakú Market Square, melynek környékén helyezkednek el a bankok, szállodák éttermek, áruházak is.

## Fordítás
- Ez a szócikk részben vagy egészben  a   St. George's, Grenada című angol Wikipédia-szócikk fordításán alapul.  Az eredeti cikk szerkesztőit annak laptörténete sorolja fel. Ez a jelzés csupán a megfogalmazás eredetét és a szerzői jogokat jelzi, nem szolgál a cikkben szereplő információk forrásmegjelöléseként.